# Corinna eresiformis
Corinna eresiformis là một loài nhện trong họ Corinnidae.
Loài này thuộc chi Corinna. Corinna eresiformis được Eugène Simon miêu tả năm 1896.